# Prešerenův den
Prešerenův den, slovinský kulturní svátek (slovinsky: Prešernov dan, slovenski kulturni praznik) je slovinský státní svátek, který připadá na 8. února. V tento den zemřel v roce 1849 slovinský básník France Prešeren. Počátky svátku sahají do roku 1942, kdy se den slavil na územích osvobozených partyzány. V roce 1945 byl 8. únor oficiálně prohlášen za kulturní svátek. Při oslavě svátku bývá každoročně udělována Prešerenova cena a koná se slavnostní shromáždění.